# Chlooroxide
Chlooroxiden vormen een stofklasse van anorganische verbindingen, bestaande uit chloor en zuurstof, met als algemene brutoformule ClmOn. Chloor kan diverse oxidatietoestanden bezitten, gaande van +I tot +VII:
- Dichloormonoxide (Cl2O)
- Chloormonoxide (ClO)
- Dichloordioxide (Cl2O2)
- Dichloortrioxide (Cl2O3)
- Dichloortetraoxide of chloorperchloraat (Cl2O4)
- Chloordioxide (ClO2)
- Chloortrioxide (ClO3)
- Dichloorhexaoxide (Cl2O6), een peroxide
- Dichloorheptaoxide (Cl2O7)

Van alle chlooroxiden is chloordioxide de belangrijkste en meest toegepaste verbinding.

## Overzicht van de chlooroxiden
Onderstaande tabel geeft een overzicht van de diverse chlooroxiden, gerangschikt volgens stoichiometrische samenstelling en oxidatietoestand van chloor:
|       | Oxidatietoestand van chloor |       |       |       |     |       |       |
| +I    | +II                         | +III  | +IV   | +V    | +VI | +VII  |       |
| ClOx  |                             | ClO   |       | ClO2  |     | ClO3  |       |
| Cl2Oy | Cl2O                        | Cl2O2 | Cl2O3 | Cl2O4 | –   | Cl2O6 | Cl2O7 |

De verbinding dichloorpentaoxide (Cl2O5), waarin chloor oxidatietoestand +V zou bezitten, is tot op heden niet bekend.